# Albpetrol
Albpetrol Sh. A. oder kurz Albpetrol ist das nationale Mineralölunternehmen Albaniens. Die Firma hat ihren Sitz in Patos. Eigentümer ist der albanische Staat.

## Unternehmensgeschichte
Albpetrol wurde 1992 als Staatsunternehmen gegründet und 1998 in eine Aktiengesellschaft umgewandelt. Im Unternehmen wurden die Ölproduktion und die Ölfelder Albaniens eingebracht.
Am 3. Oktober 2012 unterschrieb die albanische Regierung einen Verkaufsvertrag mit Vetro Energy, einem US-amerikanischen Konsortium, wonach Albpetrol für rund 850 Mio. Euro privatisiert und für die nächsten 25 Jahre an das US-amerikanische Unternehmen übergehen sollte. Vor dem Verkauf sicherte die albanische Regierung dem Erdöl- und Erdgasförderer die Lizenz zum Bau einer Raffinerie und dem Transport von Erdgas.
Aus non-performance Gründen wurde der Tender zu Beginn des Jahres 2013 eingestellt; Albpetrol ist damit noch immer im alleinigen Eigentum des albanischen Staats. Die vereinbarten Vorauszahlungen des Bestbieters Vetro wurden nicht geleistet und die Abwicklung des Vertrags kamen schließlich nicht zustande. Die albanische Regierung war danach bemüht, eine neue Ausschreibung zu lancieren.

## Erdöl- und Erdgasförderung
Albpetrol besitzt 1264 Ölfelder vor allem in Mittel- und Südalbanien, unter anderem in Kuçova, Patos-Marinza und Ballsh-Hekal. Zudem wird Erdgas in den Gebieten Divjaka-Lushnja, Fier und Finiq gefördert. Diese fördern jährlich über 135.000 Tonnen Erdöl.